# Heartthrob
Heartthrob é o sétimo álbum de estúdio da dupla canadense de indie pop Tegan and Sara, lançado em 29 de janeiro de 2013 através da Vapor Records e da Warner Records. O álbum estreou no número 3 da Billboard 200, vendendo 49 mil cópias em sua primeira semana e garantindo a posição mais alta da banda até hoje. É também o primeiro registro de Tegan and Sara nas paradas da Nova Zelândia, Reino Unido e Irlanda. Em 4 de julho de 2013, Heartthrob foi certificado Ouro no Canadá. Até abril de 2016, Heartthrob havia vendido 199 mil cópias nos Estados Unidos.

## Recepção
| Críticas profissionais | Críticas profissionais |
| Pontuações agregadas   | Pontuações agregadas   |
| Fonte                  | Avaliação              |
| ---------------------- | ---------------------- |
| AnyDecentMusic?        | 7.5/10                 |
| Metacritic             | 75/100                 |
| Avaliações da crítica  |                        |
| Fonte                  | Avaliação              |
| AllMusic               | [ 8 ]                  |
| The A.V. Club          | B+                     |
| The Daily Telegraph    | [ 10 ]                 |
| Entertainment Weekly   | A−                     |
| The Independent        | [ 12 ]                 |
| Los Angeles Times      | [ 13 ]                 |
| NME                    | 8/10                   |
| Pitchfork              | 7.3/10                 |
| Rolling Stone          | [ 16 ]                 |
| Spin                   | 8/10                   |

Em geral, Heartthrob recebeu críticas positivas. No Metacritic, que atribui uma classificação normalizada de 100 para as avaliações dos críticos convencionais, o álbum recebeu uma pontuação média de 75, com base em 31 avaliações, indicando recepção "geralmente favorável".

## Créditos
| - Tegan Quin – vocais (todas), guitarra (5, 6), teclados (5–7), guitarra acústica (8) - Sara Quin – vocais (todas), guitarra (5, 6), teclados (2, 5, 6, 10), programação (2, 8, 10) - Greg Kurstin – produtor, teclados, guitarra (1–4, 7–10), mixagem (9), programação (1–4, 7, 8, 10), baixo (1–4, 7, 9), piano (3, 9) - Justin Meldal-Johnsen – produtor, baixo, guitarra, teclados, programação (5, 6) - Mike Elizondo – produtor, teclados, programação (11, 12), guitarra acústica(12) - Rob Cavallo – produtor, guitarra adicional, percussão adicional (8) - Manny Marroquin – mixagem (1–8, 10, 11) - Damian Taylor – mixagem (12) |  | - Joey Waronker – bateria (1–3, 7–10) - Victor Indrizzo – bateria (5, 6, 11, 12), percussão (5, 6, 12) - Dorian Crozier – bateria, percussão (8) - Chris Chaney – baixo (8) - Tim Pierce – guitarra (8) - Yonathan Garfias – arranjos (4, 5, 8) - Jamie Muhoberac – teclados (8) - Josh Lopez – guitarra (11) - Dave Palmer – teclados, piano (11, 12) |